# Esteban Juan Tries
Esteban Juan Tries (Buenos Aires, 26 de agosto de 1961) es un veterano de guerra de la contienda de Malvinas en 1982.
En 1981 estaba realizando el servicio militar obligatorio en el Regimiento de Infantería Mecanizado 3 de La Tablada, provincia de Buenos Aires. Al momento de su baja, en noviembre de ese año, fue ascendido a Cabo de Reserva.
En abril de 1982 fue convocado junto con los soldados de su clase para participar de la guerra. Entró en combate la noche del 13 de junio con la Compañía de su Regimiento en el Monte Wireless Ridge durante la Batalla de Monte Longdon, con una destacada participación.
Desde 2002 participa en el programa Malvinas, Su Historia de FM Soldados y en numerosas charlas y debates en escuelas del Ministerio de Educación del Gobierno de la Ciudad de Buenos Aires y de la Nación.
Actualmente integra el equipo del Programa de Salud para Excombatientes del Gobierno de la Ciudad de Buenos Aires, trabajando para la prevención y el acompañamiento de los veteranos de guerra y su grupo familiar.
Además, es uno de los protagonistas del documental 14 de junio: lo que nunca se perdió, donde se rescata el valor y la amistad de una sección de combate en Malvinas.

## Su vida antes de Malvinas
Su infancia transcurrió en la localidad de Villa Ballester. Asistió durante todo su período escolar a la escuela Leopoldo Lugones, actual Hölters Schule, donde se recibió de Técnico Electrónico en el año 1980.
Al finalizar el ciclo secundario, debió realizar el Servicio Militar Obligatorio, en el Regimiento de Infantería Mecanizado 3 de La Tablada, llamada internamente la Compañía A del 3 de Oro, donde conoció al sargento Manuel Villegas.
Apenas restituido a su vida civil comenzó en la Universidad Tecnológica Nacional la carrera de Ingeniería, que había sido interrumpida por el conflicto bélico. Siguió la carrera de Comercialización en Universitas, donde se recibió en 1986.

## Su desempeño durante la Guerra de Malvinas
El 8 de abril de 1982 recibió, en su casa de Villa Ballester, un aviso de reincorporación.
Allí se recontraría con su antiguo sargento, quien lo quería a su lado en la guerra. Este sargento era  Manuel Villegas, conocido por su extrema dureza durante el entrenamiento, pero a su vez su gran don de gente y mando. Pese a haberlo insultado en infinidad de veces durante su entrenamiento, el ver que Villegas si bien era duro jamás se había mostrado ni cruel ni arbitrario en sus acciones, llevó a establecer una relación de respeto y afecto entre ambos, lo que devino con el correr de los años en una amistad profunda de lealtad y respeto.
En horas de la madrugada del 14 de junio, la compañía que integraba Tries recibió la orden de avanzar sobre el cerro Tumbledown, debiendo cruzar el arroyo Moody Brook con el agua fría a la cintura y con los fusiles en alto. Mojados, con frío y cansados  llegaron a la orilla, pero al escuchar la orden ¡A lo gaucho, carrera march! ¡Viva la Patria, carajo! retomaron su marcha escalando el monte lleno de rocas.
Villegas iba delante de sus soldados, cuando sintió que lo herían balas enemigas, una de ellas entró por su abdomen y le estalló en el hueso de la cadera. La sensación era de estar quemándose vivo, pese a todo dio la orden : Tiren, tiren que están escondidos detrás de esas rocas.  Tries no podía disparar sin correr el riesgo de balear a su propio sargento. Córrase, que le voy a pegar, le gritó entre las piedras. Tire igual que yo ya estoy listo. Tries y Serrezuela, otro de los soldados,  no le hacían caso, Villegas se estiró para agarrar el fusil y entonces un francotirador le atravesó la mano de otro balazo. 
Pese a la orden de Villegas, Tries decide ir a buscarlo para salvarle la vida, junto a la ayuda de Serrezuela. En medio de ese tormento, arrojaron ostensiblemente los fusiles y levantaron las manos, recorrieron 15 metros hasta su jefe, donde lo tomaron de los brazos y lo bajaron hasta donde se hallaban protegidos.  Villegas no tolerando el inmenso dolor le pide a Tries que le comunique a su familia de la forma menos dolorosa de su deceso, y sobre todo que le pidiera disculpas a su compañera por no haberse casado, al referirse a su hija quebró en llanto.
Tries lo miraba consternado sin poder creer lo que escuchaba, una vez que se rehízo de lo que había escuchado le contesta : De ninguna manera, usted me debe un asado. Así fue que llevándolo en andas caminaron durante 8 km para llegar a un lugar donde poder salvarle la vida. En el trayecto Villegas perdió la conciencia además de perder mucha sangre. Encontraron una ambulancia que en el trayecto resbaló por la cantidad de hielo en el camino y volcaron en una zanja. Salieron de la misma como pudieron llegando con el último aliento al hospital donde entregaron a Villegas a los cirujanos. Escuchó decir a los médicos que ya no había esperanzas para él, cuando reaccionó se encontró rodeado de ingleses con fusiles en la mano. Uno de los enfermeros le dijo que no se preocupara que ya se había arreglado todo, que se habían rendido. Ahí fue cuando Villegas se echó a llorar por la impotencia.
Entretanto Tríes y Serrezuela ayudaron a los heridos y se acoplaron a otras tropas. Regresaron a casa en una gran embarcación llamada Camberra y se separaron para siempre en El Palomar.
El sargento regresó en un buque hospital. Tríes lo visitó en el hospital de Campo de Mayo, donde Villegas estuvo un año y medio internado. 
Durante 20 años no quiso hablar de Malvinas, hasta que un día se reencontró con Tries en una radio donde los entrevistaron sobre lo sucedido en el cerro Tumbledown.
Desde ese entonces van a dar charlas a las escuelas para contar en primera persona esta experiencia.
Filmaron el documental 14 de junio : lo que nunca se perdió, junto a otros veteranos de guerra.

## En la actualidad
Durante 20 años no pudo contar nada de sus vivencias en Malvinas, hasta que tuvo la oportunidad de reencontrarse con Villegas y ahí comenzaron a fluir sus vivencias a través de palabras.
Desde entonces, junto a su hermano de la vida, como dice él cada vez que se refiere a Villegas, recorren diferentes escuelas y entidades que lo requieran para hablar del conflicto bélico, transmitiendo en todo momento los valores de la patria, los sentimientos, el orgullo y el honor, pero por sobre todo haciendo hincapié en que se los vea como los soldados que fueron en ese momento, y no como víctimas.
El mensaje que deja dentro de la población estudiantil es :  El 2 de abril se volvió a izar la bandera argentina en nuestro territorio. Sólo lo pudimos mantener hasta el 14 de junio, ese es el verdadero día de tristeza. Pero el 2 de abril hay que conmemorarlo como un día histórico y heroico porque es el día que recuperamos nuestras Islas Malvinas.
Actualmente trabaja para el Ministerio de Salud de CABA en el Programa de Salud para Excombatientes y su grupo familiar.
Suma a estas actividades su pasión por los deportes, en especial el fútbol, que practica junto a sus amigos en sus ratos de ocio, el placer por la lectura y la buena música.